# Blaue Ente (Zürich)
Die Blaue Ente ist ein Restaurant in der Mühle Tiefenbrunnen an der Seefeldstrasse im Kreis 8 in Zürich.

## Geschichte

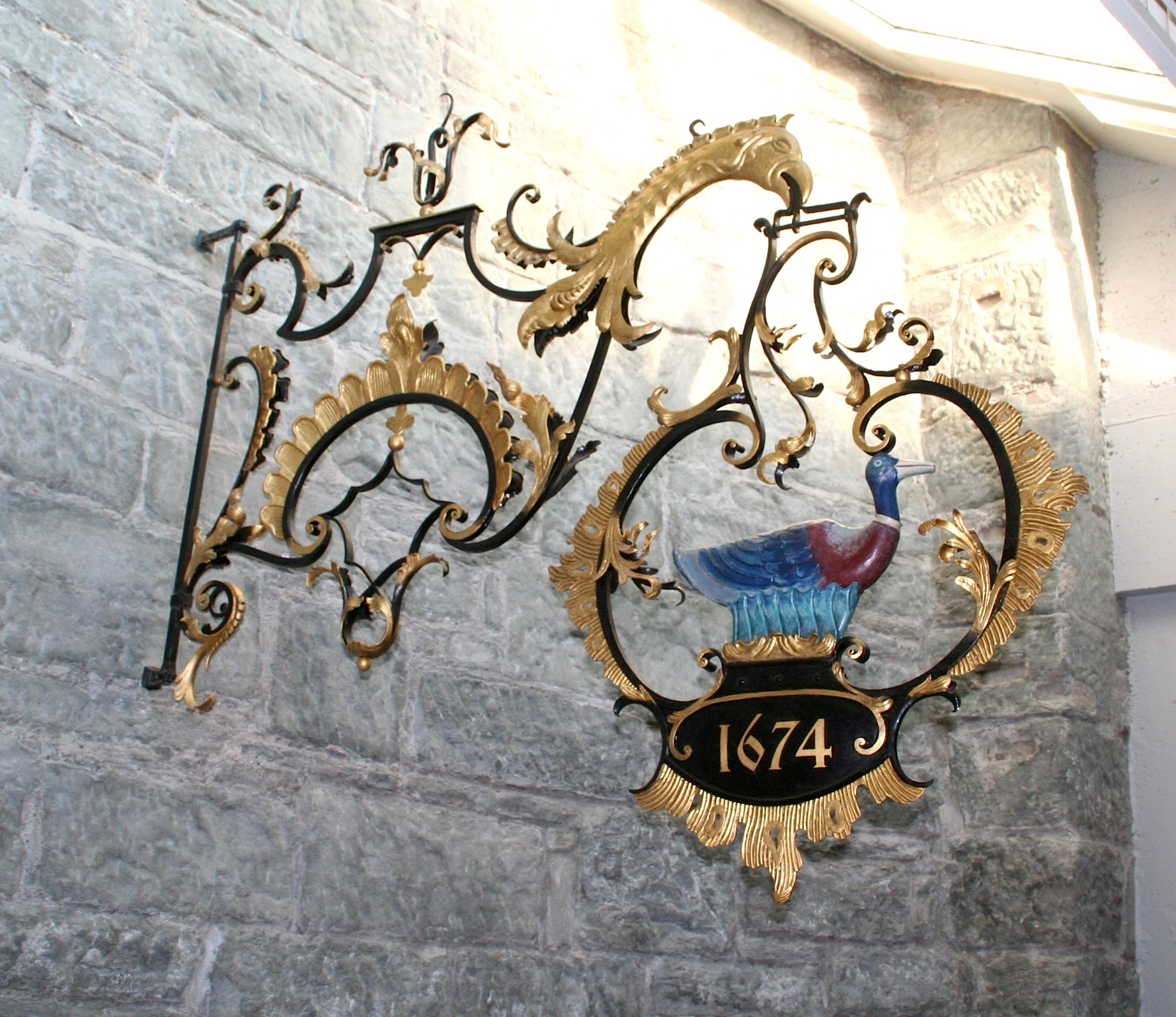
Kopie des Wirtshausschilds von 1674

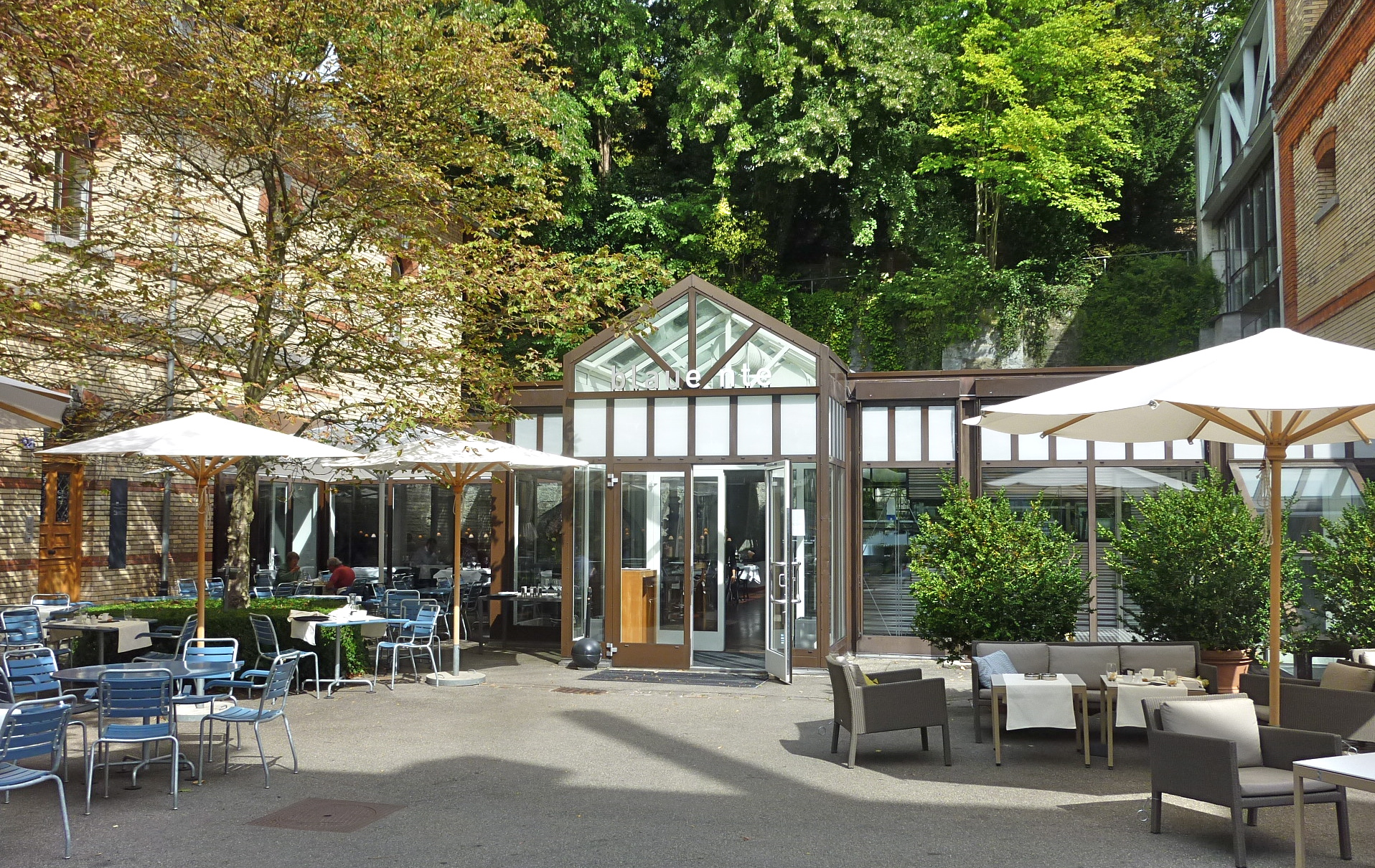
Aussenansicht

Um 1410 eröffnete der Vogt und Gerichtsherr Eberhard Stagel in Zürich-Altstetten an der Badenerstrasse eine Tavernenwirtschaft. Gegen den Widerstand eines Wirtes aus Dietikon und des dortigen Gerichtsherrn, des Abtes des Klosters Wettingen, wurde das Tavernenrecht vom Gerichtsherrn von Altstetten bestätigt. Er fand, das neue Gasthaus entspreche einem Bedürfnis. Viele Reisende, es syen bilgi, kouflüt oder ander lüt, hätten wiederholt Schaden genommen, weil sie keine Unterkunftsmöglichkeiten gefunden hatten.
Gäste waren Pilger, Kaufleute und andere Reisende. Der Zeitpunkt für die Eröffnung war gut gewählt: in jener Zeit fanden zahlreiche Wallfahrten statt, gleichzeitig verlagerte sich der Verkehr im Limmattal vom Fluss auf die Landstrasse, die durch Altstetten führte.
Namensgeber der Taverne in Altstetten waren die damals in der Gegend häufig nistenden Stockenten, die volkstümlich ihrer blauen Flügelspiegel wegen „blaue Enten“ genannt wurden. Das Schild mit der blauen Ente, das ab 1674 vor der Taverne in Altstetten hing, stammt von einem Handwerker in der Gegend. Heute wird es im Ortsmuseum in Altstetten aufbewahrt.
1760 gelangte die „Blaue Ente“ in den Besitz der Zürcher Familie Wehrli, in deren Besitz sie auch heute noch ist. 1850 schloss der damalige Besitzer Major Jakob Wehrli die „Blaue Ente“ in Altstetten; aus zeitlichen Gründen konnte er die Taverne nicht mehr betreiben. 1880 verzichtete Wehrli auch auf das Tavernenrecht in Altstetten.
Jakob Wehrlis Nachkommen eröffneten 1986 im Areal der Mühle Tiefenbrunnen ein Restaurant, das den Namen des Vorgängers aus Altstetten trägt.